# Departamento de Atlántida
Atlántida es un departamento de Honduras. Su cabecera departamental es La Ceiba.

## Historia
El departamento fue creado oficialmente en el 24 de febrero de 1902, desde territorios pertenecientes a Colón, Cortés y Yoro. Durante 1910 la población del departamento era de 11.370 habitantes.

## Geografía

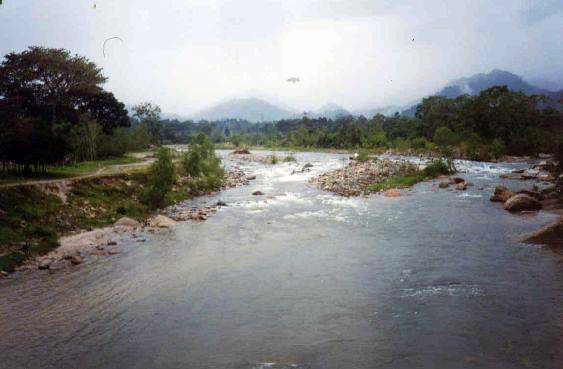
Río San Juan, en el municipio de La Masica.

Atlántida presenta dos regiones fisiográficas diferenciadas, una llana y otra montañosa. La primera se extiende a lo largo de la costa caribeña, formando amplias y atractivas playas, y tiene como accidente costero más notable la Bahía de Tela, cuyos extremos son las puntas Sal al oeste, e Izopo al este. La región montañosa la comprende la Sierra Nombre de Dios, en esta se alza el Pico Bonito, el punto más alto del departamento.
El clima es tropical lluvioso y templado en la llanura costera, el sistema hidrológico está conformado por los ríos Ulúa, Leán, Cangrejal, Danto, Cuero, Salado, Papaloteca y San Juan.
El Departamento de Atlántida, está ubicado en el sector septentrional de Honduras. Limita al norte con el mar Caribe, donde se ubica el departamento de Islas de la Bahía; al sur con el departamento de Yoro; al este con el departamento de Colón y al oeste con el departamento de Cortés.
El departamento tiene como cabecera departamental a la ciudad portuaria de La Ceiba, la tercera ciudad más importante del país después de la ciudad capital de Tegucigalpa, M.D.C. y la ciudad de San Pedro Sula.

## Atención médica
La atención médica pública está disponible en el Hospital Atlántida (Hospital General Atlántida), que se encuentra en Colonia las Brisas contiguo al Primer Batallón de Infantería Marina, el cual también es el principal Hospital de la ciudad de La Ceiba y del Departamento de Atlántida.

## División administrativa

### Municipios
| Municipios del departamento de Atlántida       | Municipios del departamento de Atlántida | Municipios del departamento de Atlántida | Municipios del departamento de Atlántida |                  |
| ---------------------------------------------- | ---------------------------------------- | ---------------------------------------- | ---------------------------------------- | ---------------- |
| División administrativa de Atlántida, Honduras |                                          |                                          |                                          |                  |
| No.                                            | Municipio                                | Logo                                     | Cabecera                                 | Población (2020) |
| 01                                             | La Ceiba                                 |                                          | La Ceiba                                 | 222 055          |
| 02                                             | El Porvenir                              |                                          | El Porvenir                              | 26 233           |
| 03                                             | Esparta                                  |                                          | Esparta                                  | 20 078           |
| 04                                             | Jutiapa                                  |                                          | Jutiapa                                  | 37 761           |
| 05                                             | La Masica                                |                                          | La Masica                                | 32 277           |
| 06                                             | San Francisco                            |                                          | San Francisco                            | 16 315           |
| 07                                             | Tela                                     |                                          | Tela                                     | 106 136          |
| 08                                             | Arizona                                  |                                          | Arizona                                  | 25 320           |

## Diputados
El departamento de Atlántida tiene una representación de 8 diputados en el Congreso Nacional de Honduras.
| Diputado | Diputado                         | Partido                |
| -------- | -------------------------------- | ---------------------- |
|          | Marco Antonio Midence Milla      | Partido Nacional       |
|          | Iveth Obdulia Matute Betancourth | Partido Nacional       |
|          | David Sanin Manaiza Ramírez      | Partido Nacional       |
|          | Enrique Alejandro Matute Díaz    | Libertad y Refundación |
|          | Óscar Ariel Montoya Rodezno      | Libertad y Refundación |
|          | Margarita Dabdoub Sikaffi        | Libertad y Refundación |
|          | Carla Belinda Dip Alvarado       | Partido Liberal        |
|          | Tomás Ramírez                    | Salvador de Honduras   |